# La Force (Aude)
La Force település Franciaországban, Aude megyében. Lakosainak száma 259 fő (2022. január 1.). La Force Fanjeaux, Lasserre-de-Prouille, Montréal és Villeneuve-lès-Montréal községekkel határos.

## Népesség
A település népességének változása:
| Lakosok száma | 154  | 129  | 140  | 185  | 209  | 217  | 222  | 241  | 250  | 259  |
|               | 1968 | 1982 | 1990 | 2006 | 2013 | 2015 | 2017 | 2019 | 2020 | 2022 |